# Carlos Villabón
Carlos Augusto Villabón Calderón (Espinal, Colombia, 26 de mayo de 1983), conocido como Carlos Villabón, es un pintor, escultor e ingeniero colombiano, encuadrado en los movimientos artísticos del minimalismo, neo pop y el arte contemporáneo.

## Primeros años

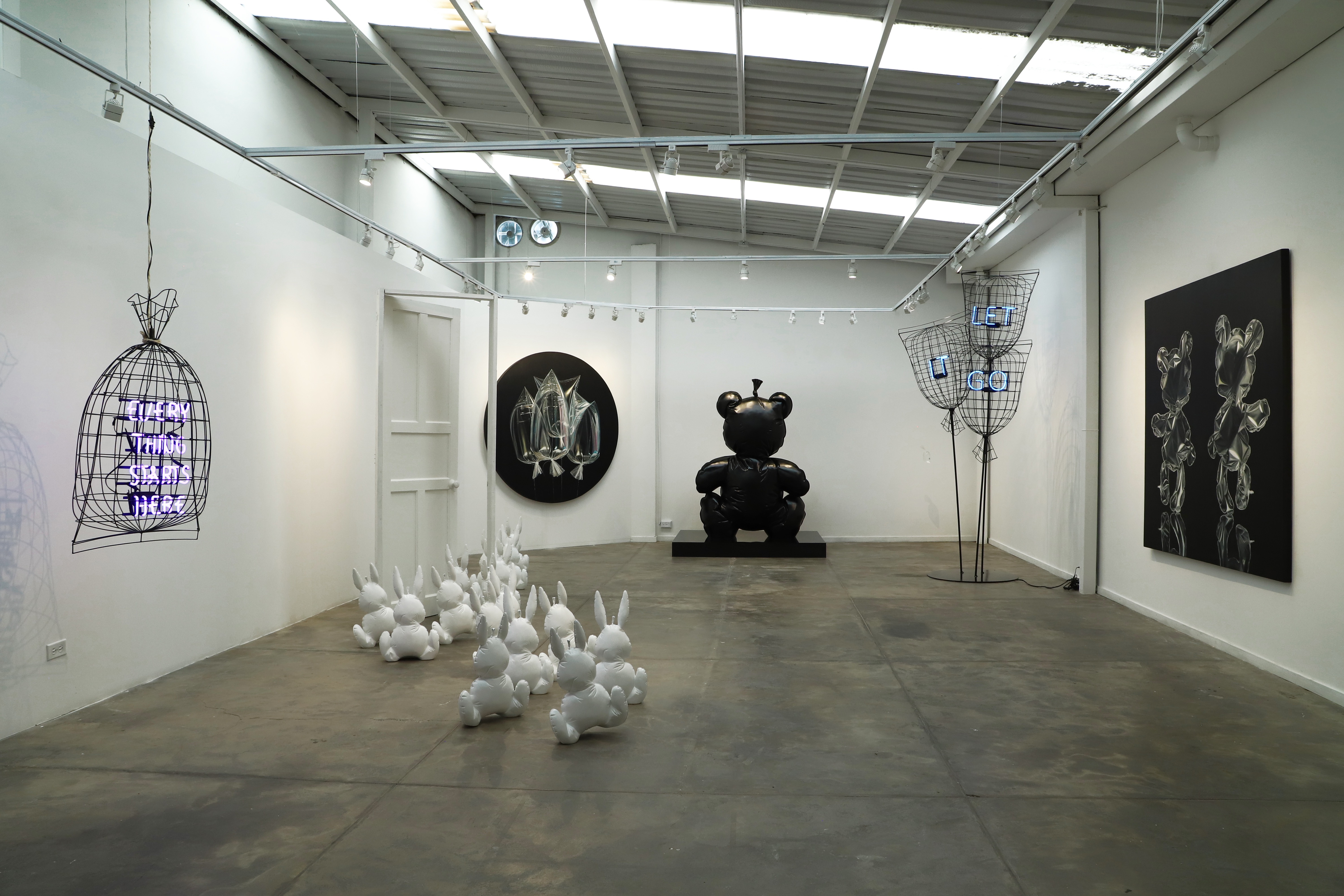
Exposición Galería 360 grados. De la materia al vacío (2020).

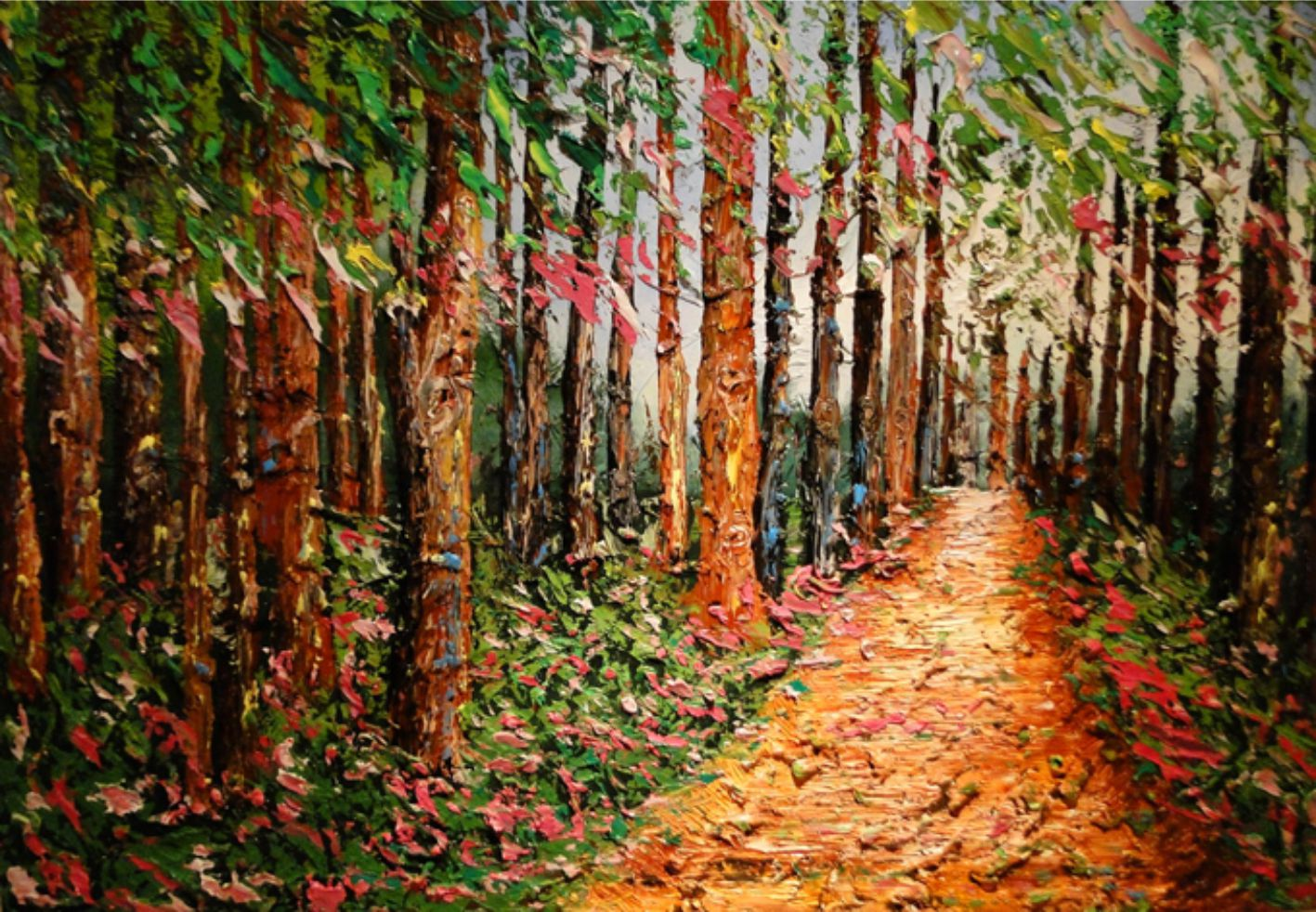
El caminito, óleo sobre lienzo.

A temprana edad, Carlos Villabón plasmó sus primeras pinturas sobre tablas y cartones, hasta trasladarse al lienzo. Para realizar sus primeras pinturas de realismo, empleó elementos tales como frutas, vasijas y manteles. Posteriormente creó sus obras de arte basado en paisajes de atardecer, caseríos, fotografías de pueblos.
Carlos Villabón se graduó como ingeniero de sistemas y telecomunicaciones de la Universidad Sergio Arboleda, en Bogotá. Ejerció como ingeniero durante cinco años, pero finalmente se enfocó en el arte.

## Estilo y técnicas

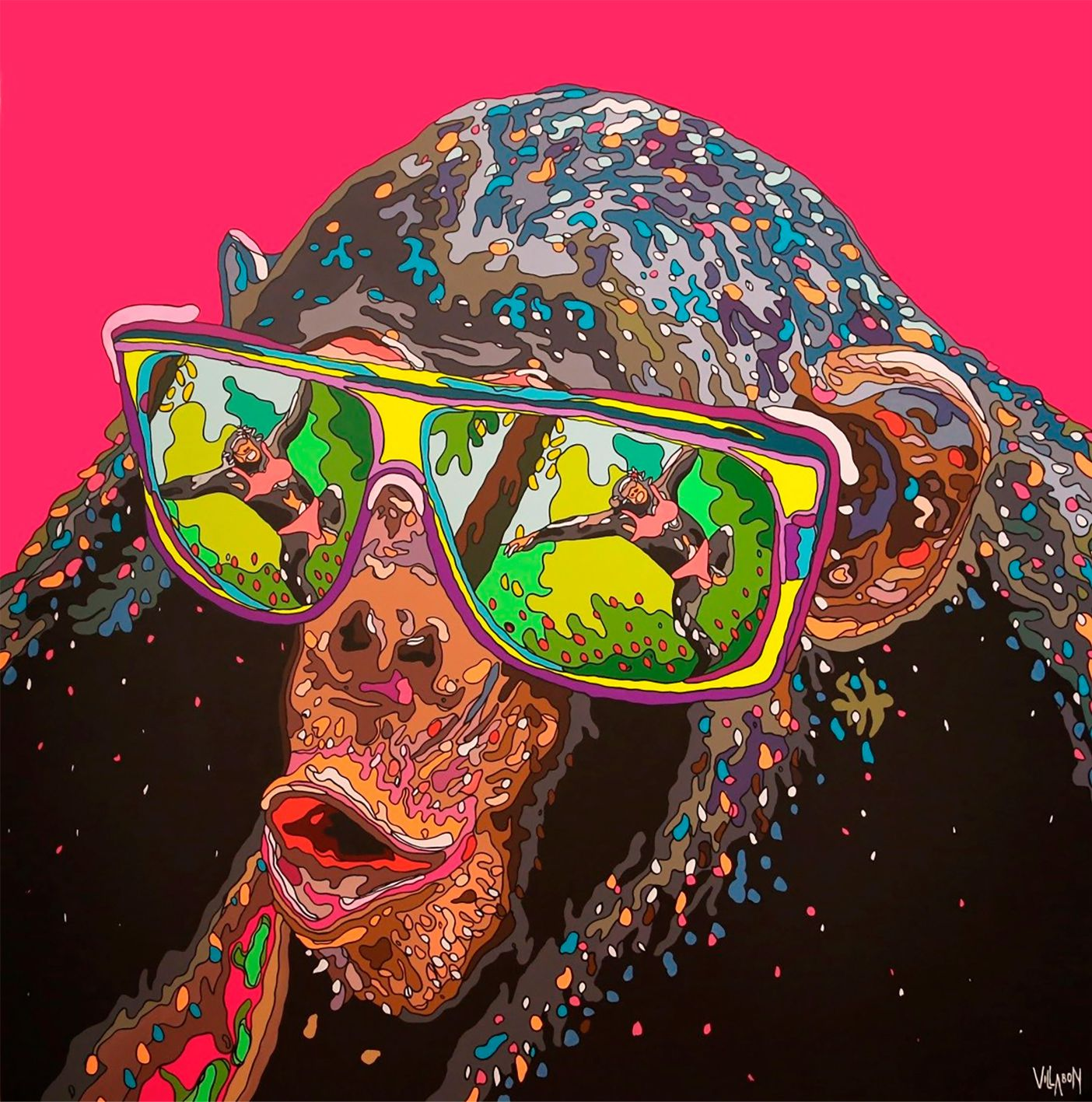
Chimpancé, serie Burbujas.

En sus creaciones artísticas con influencia del arte pop, son característicos los trazos curvos, las burbujas, los colores vivos. Asimismo, sobresalen personajes de la ficción, del cómic, objetos cotidianos, que se relacionan con la cultura de masas y que a su vez reflejan situaciones y emociones comunes.
Carlos Villabón también plasma la comunicación no verbal mediante gestos, y al respecto manifiesta que:

“El lenguaje corporal humano hace énfasis en la importancia del mensaje no verbal, en otras palabras, en los gestos, aquellos generadores de sensaciones y emociones.”

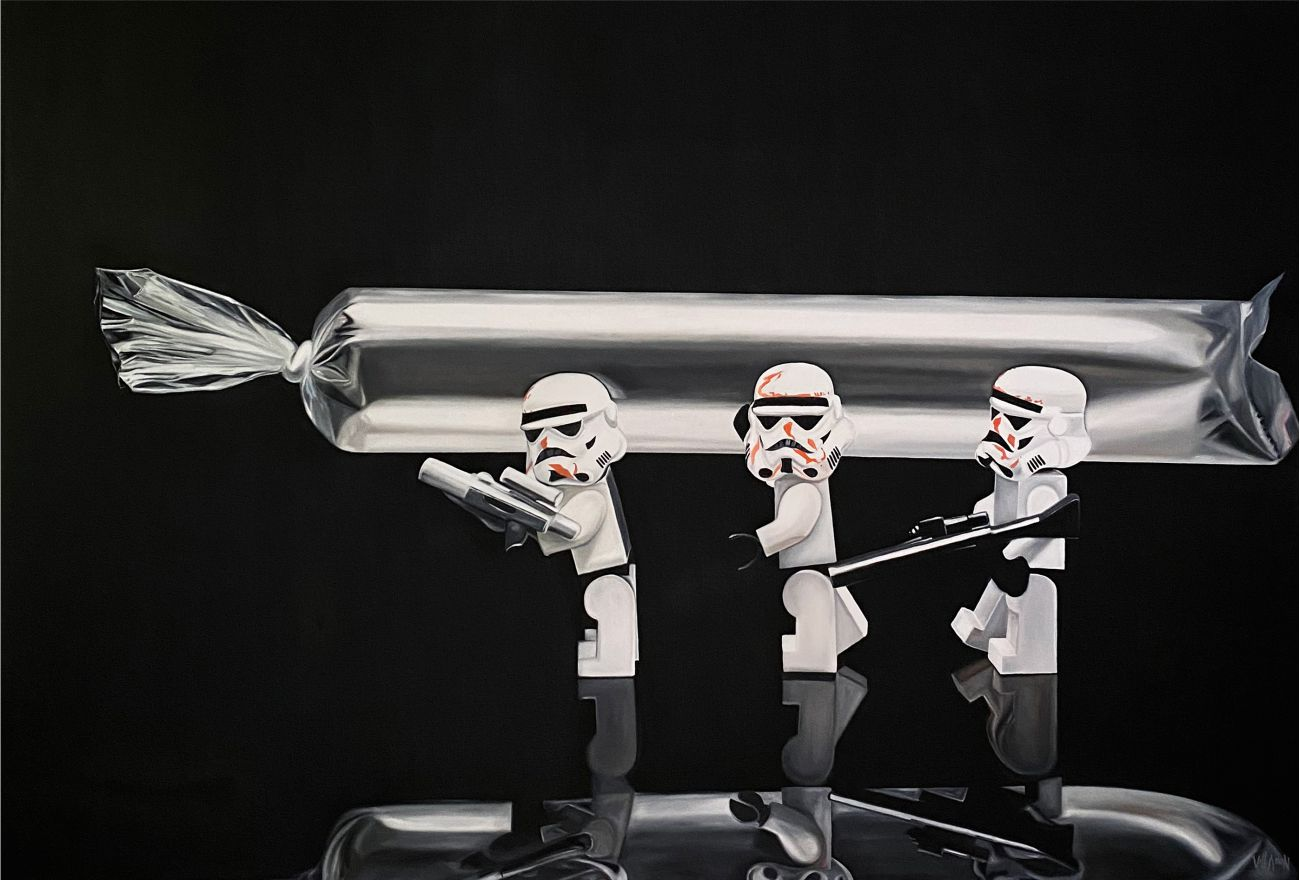
El misil, serie Mundos, óleo sobre lienzo.

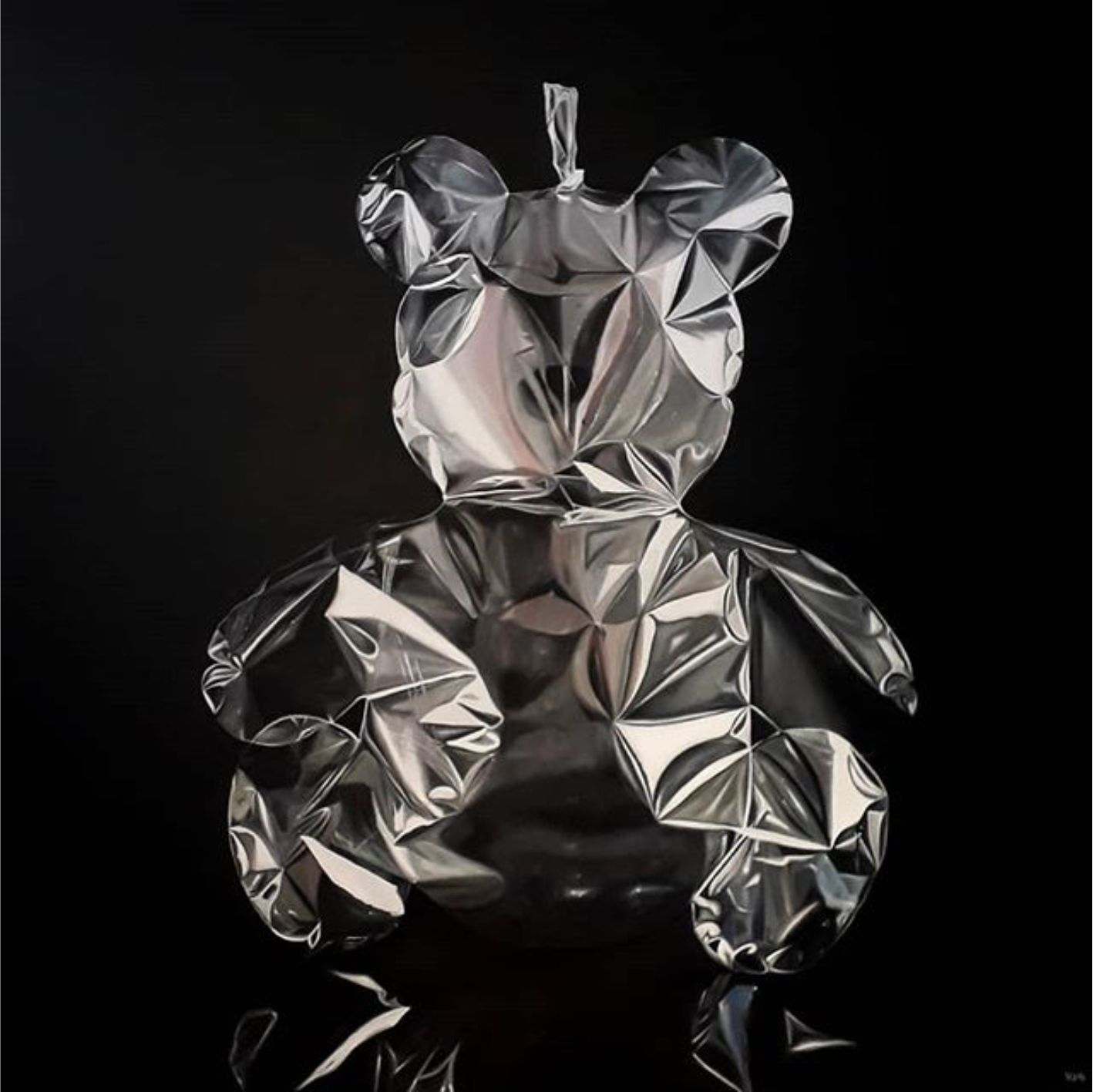
Bear, serie Balloons (2019).

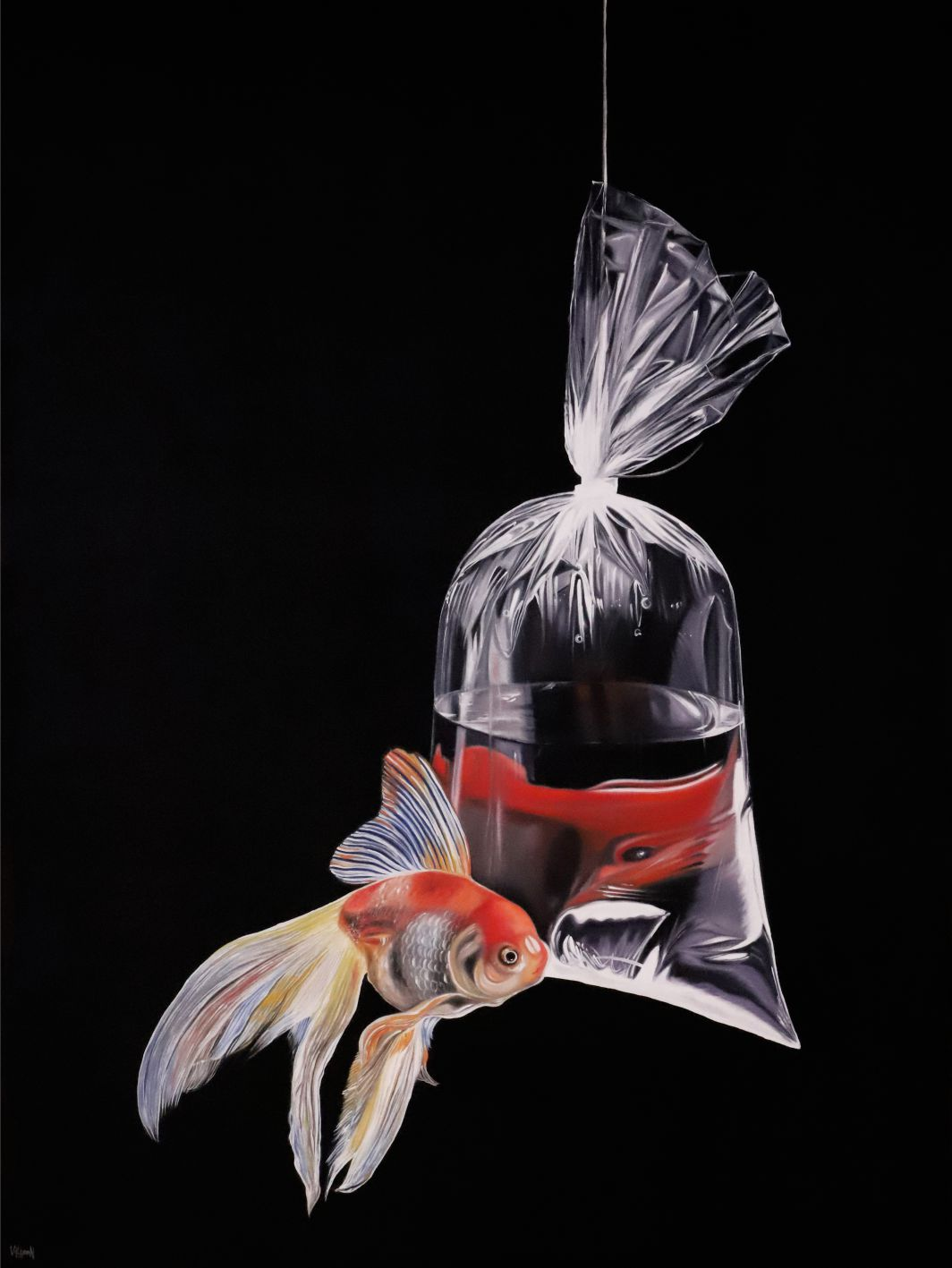
Vals sin fin, serie Apropiaciones, 2019.

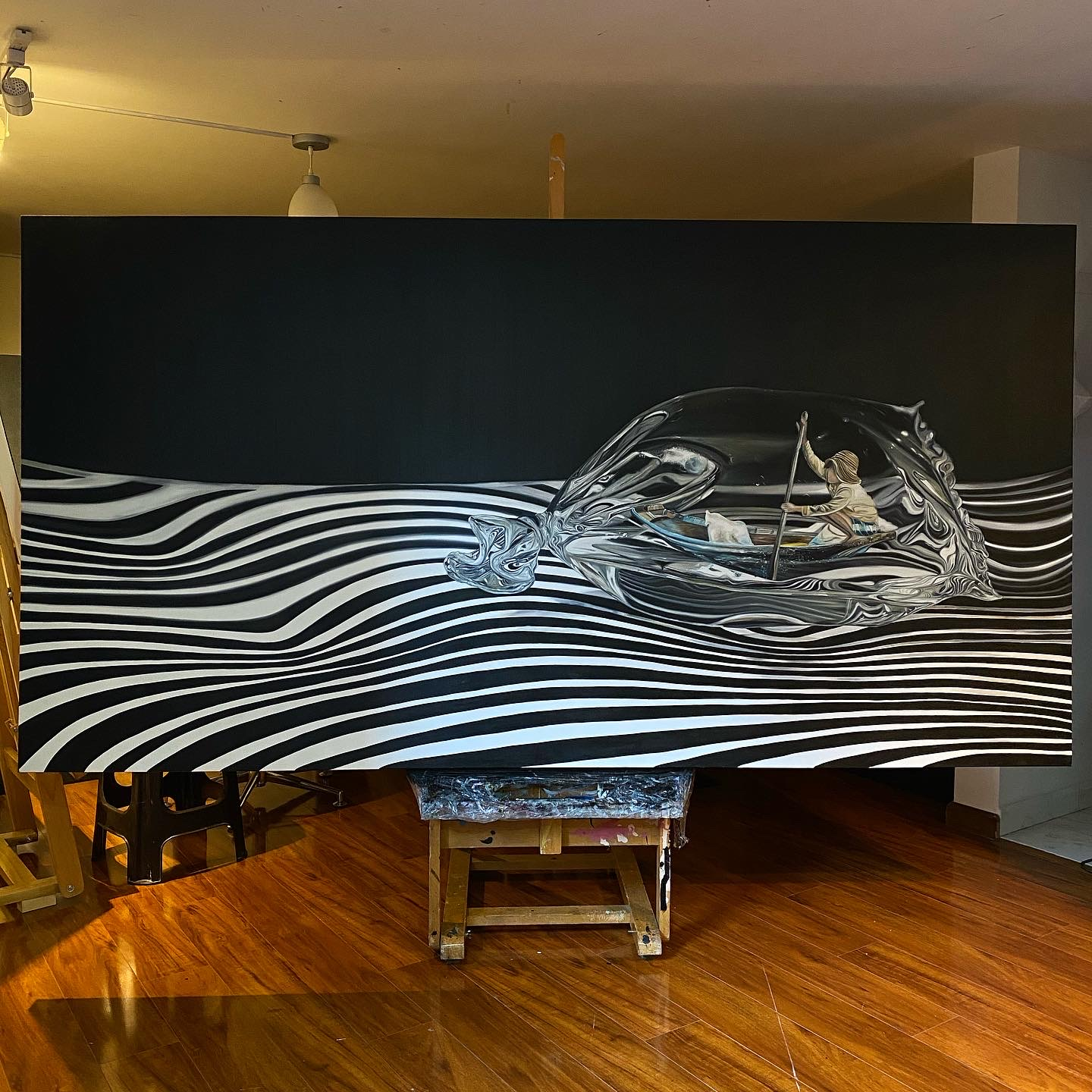
Inmensidad, serie Convenciones, óleo sobre lienzo.

En su trayectoria artística, Villabón ha incursionado en nuevas tendencias enfocadas al arte contemporáneo, y en los últimos años ha venido empleando el plastic bag en sus obras, en contraste con la luz y la oscuridad, plasmando emociones y situaciones cotidianas.

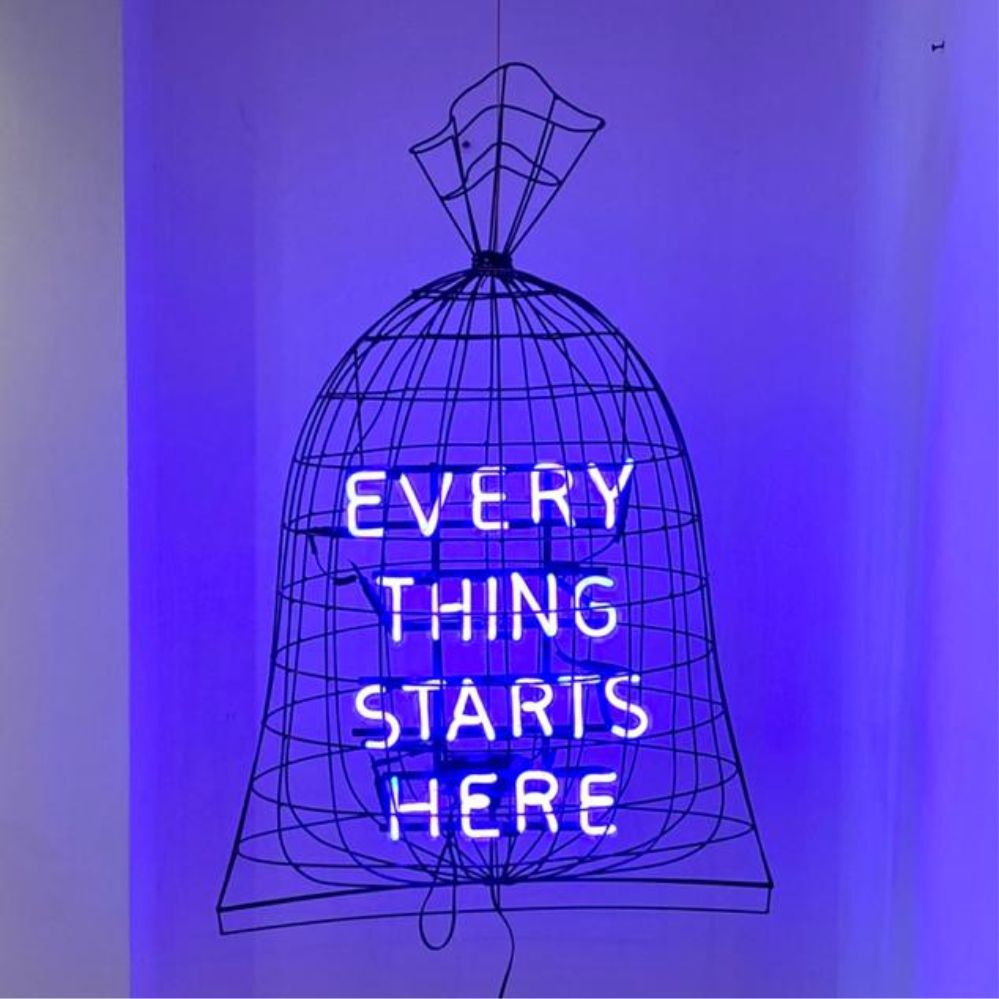
Every thing starts here, serie Instalación. Exposición Galería 360 grados. De la materia al vacío 2020.

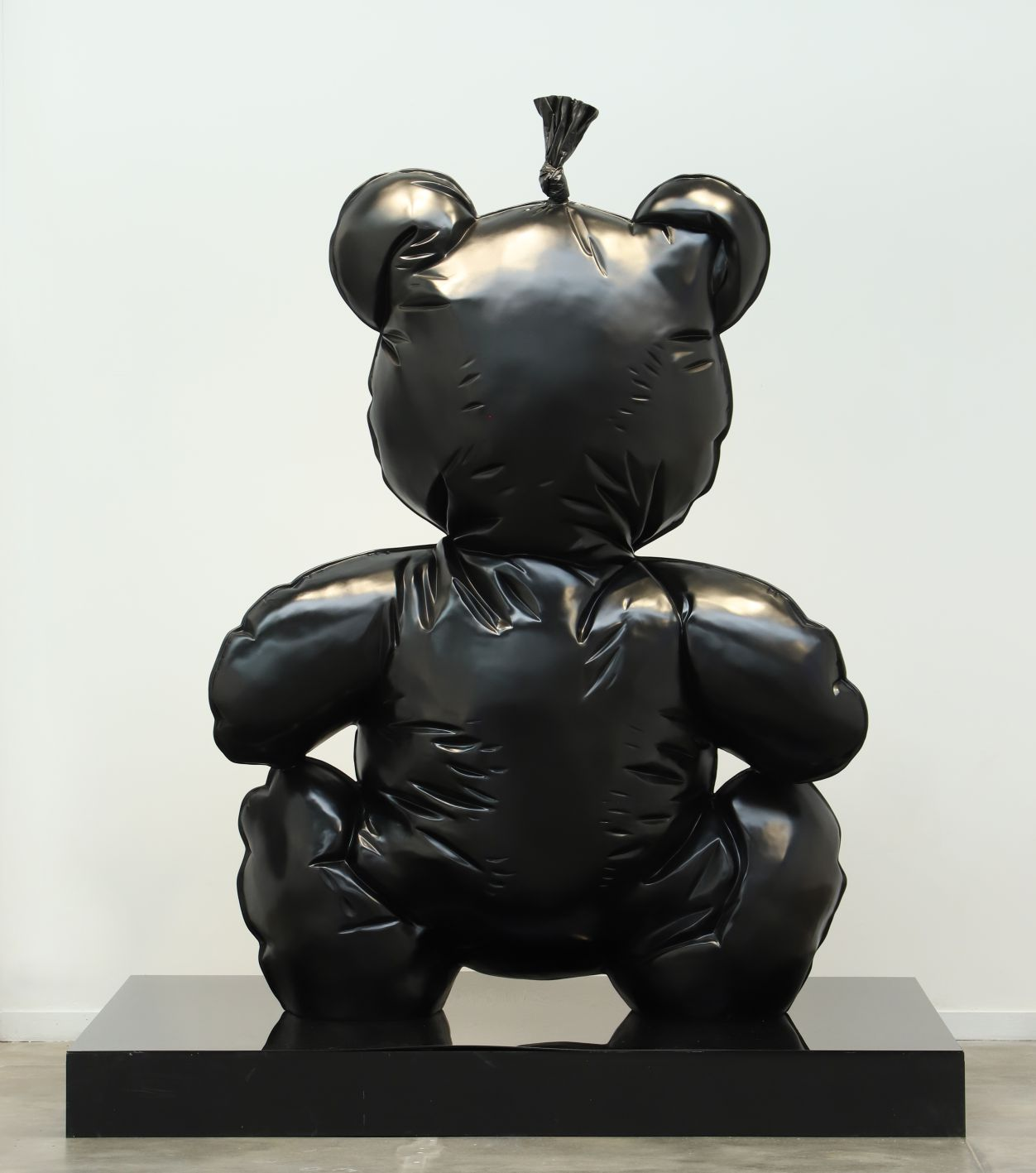
Bear, escultura. Exposición Galería 360 grados. De la materia al vacío 2020.

Algunas de sus principales obras se encuentran en países como: Australia, Bélgica, Francia, España, Estados Unidos, México, Venezuela, Brasil y Colombia.

## Exposiciones
| Fecha | Exposición             | Lugar                                                     |
| ----- | ---------------------- | --------------------------------------------------------- |
| 2020  | De la materia al vacío | Galería Otros 360°, Bogotá.                               |
| 2020  | Trayecto               | Galería Habitante, Ciudad de Panamá.                      |
| 2017  | Fragmentos             | Biblioteca Germán Arciniegas, en Corcumvi, Villavicencio. |
| 2016  | Hipermnesia temporal   | Casa del Tolima, Bogotá.                                  |
| 2015  | El recreo              | Embajada de la República de Azerbaiyán, Bogotá.           |
| 2013  | Hilos del color        | Congreso de la República de Colombia, Bogotá.             |
| 2013  | Carnaval de colores    | Bohemia Centro de Arte, Barranquilla.                     |

| Fecha | Exposición                               | Lugar                                                                       |
| ----- | ---------------------------------------- | --------------------------------------------------------------------------- |
| 2019  | Subasta MAC Panamá                       | Museo de Arte Contemporáneo de Panamá, Ciudad de Panamá.                    |
| 2019  | Colectiva #7                             | Galería Otros 360°, Bogotá.                                                 |
| 2019  | Flora                                    | Fundación Corazón Verde, Bogotá.                                            |
| 2019  | Colectiva #6                             | Galería Otros 360°, Bogotá.                                                 |
| 2019  | MAC Gala                                 | Museo de Arte Contemporáneo de Panamá, Ciudad de Panamá.                    |
| 2018  | Christmas Art Show                       | Fundación Corazón Verde, Bogotá.                                            |
| 2018  | Sie7e 5inco                              | Elsa Piñeres Galería, Barranquilla.                                         |
| 2018  | Un nuevo viejo mundo - Paraísos Perdidos | Fondo Cultural Económico (FCE), Sala de Exposiciones Débora Arango, Bogotá. |
| 2017  | Descartes                                | Fundación Santa Fe de Bogotá y ESQUISAN S.A. - E.S.P., Bogotá.              |
| 2017  | Sie7e 5inco                              | Elsa Piñeres Galería, Barranquilla.                                         |
| 2017  | Utopías y distopías                      | Poliedro Arts, Bogotá.                                                      |
| 2016  | Animalia                                 | Poliedro Arts, Bogotá.                                                      |
| 2013  | ¿Y tú no?                                | Sabine Arte Galería, Bogotá.                                                |
| 2013  | Pequeños formatos                        | Bohemia Centro de Arte, Barranquilla.                                       |
| 2012  | VIII Bienal Internacional de Arte        | Suba, Bogotá.                                                               |
| 2012  | 11º Salón Nacional de Arte Diversidad    | Casa Cuadrada Galería, Bogotá.                                              |
| 2010  | VII Bienal Internacional de Arte         | Suba, Bogotá.                                                               |

## Ferias
| Fecha | Exposición                                             | Lugar                                                    |
| ----- | ------------------------------------------------------ | -------------------------------------------------------- |
| 2020  | Barcú. Feria Internacional de Arte y Cultura de Bogotá | Galería Pita Saiz.                                       |
| 2018  | Barcú. Feria Internacional de Arte y Cultura de Bogotá | Adrián Ibáñez Galería, Bogotá.                           |
| 2017  | Barcú. Feria Internacional de Arte y Cultura de Bogotá | Imaginart Gallery, Bogotá.                               |
| 2017  | Art Lima. Feria Internacional de Arte de Lima          | Okyo Galería, Lima.                                      |
| 2017  | Art Boca Ratón                                         | Imaginart Gallery en Florida, Estados Unidos.            |
| 2017  | Wynwood Art Fair                                       | Imaginart Gallery en Miami, Estados Unidos.              |
| 2016  | Barcú. Feria Internacional de Arte y Cultura de Bogotá | Adrián Ibáñez Galería, Bogotá.                           |
| 2016  | Art Medellín. Feria Internacional de Arte de Medellín  | Imaginart Gallery, Medellín.                             |
| 2015  | Art Sevilla. Feria Internacional de Arte Contemporáneo | Imaginart Gallery en Sevilla, España.                    |
| 2014  | SWAB. Feria Internacional de Arte de Barcelona         | Sabine Galería, en Barcelona, España.                    |
| 2014  | Feria Iberoamericana de Arte (FIA)                     | Arte Actual, en Caracas, Venezuela.                      |
| 2013  | Trayectorias                                           | Teatro Cádiz, Bogotá.                                    |
| 2013  | Barranquillarte                                        | Feria Internacional de Arte Contemporáneo, Barranquilla. |